# 박정서 (가수)
박정서(2010년 ~ )는 대한민국의 가수다.

## 방송
- 불타는 트롯맨 (2022) - Top55
- 미스터트롯3 (2024) - Top54

## 음반
- 불타는 트롯맨 팀 데스매치 PART 1 (2023)
- 오색찬란 - 불타는트롯맨 5인5색 헌정앨범 (Prod.권노해만) (2023)
- 유월의 바람 - 오색찬란 Part.5 (Prod.권노해만) (2023)
- 올레길 인생 (2023)
- 미스터트롯3 예선전 베스트 PART1 (2024)
- 미스터트롯3 베스트 컴필레이션 Episode 2 (2025)